# Ньютон-Фоллс (Огайо)
Ньютон-Фоллс (англ. Newton Falls) — селище (англ. village) в США, в окрузі Трамбалл штату Огайо. Населення — 4557 осіб (2020).

## Географія
Ньютон-Фоллс розташований за координатами 41°11′20″ пн. ш. 80°58′12″ зх. д. / 41.18889° пн. ш. 80.97000° зх. д. (41.188910, -80.969871).  За даними Бюро перепису населення США в 2010 році селище мало площу 6,19 км², з яких 5,98 км² — суходіл та 0,21 км² — водойми.

## Демографія
Згідно з переписом 2010 року, у місті мешкало 4795 осіб у 2064 домогосподарствах у складі 1236 родин. Густота населення становила 775 осіб/км².  Було 2395 помешкань (387/км²).
Расовий склад населення:
| - 97,6 % — білих - 0,8 % — чорних або афроамериканців - 0,1 % — корінних американців - 0,1 % — азіатів |

До двох чи більше рас належало 1,2 %. Частка іспаномовних становила 1,1 % від усіх жителів.
За віковим діапазоном населення розподілялося таким чином: 23,4 % — особи молодші 18 років, 59,5 % — особи у віці 18—64 років, 17,1 % — особи у віці 65 років та старші. Медіана віку мешканця становила 40,0 року. На 100 осіб жіночої статі у місті припадало 90,4 чоловіків;  на 100 жінок у віці від 18 років та старших — 86,8 чоловіків також старших 18 років.
Середній дохід на одне домашнє господарство  становив 49 619 доларів США (медіана — 41 478), а середній дохід на одну сім'ю — 55 762 долари (медіана — 52 440). За межею бідності перебувало 17,3 % осіб, у тому числі 39,0 % дітей у віці до 18 років та 9,9 % осіб у віці 65 років та старших.
Цивільне працевлаштоване населення становило 2068 осіб. Основні галузі зайнятості: виробництво — 35,4 %, освіта, охорона здоров'я та соціальна допомога — 20,1 %, мистецтво, розваги та відпочинок — 9,2 %, транспорт — 8,1 %.